# Рудоуправление имени К. Либкнехта

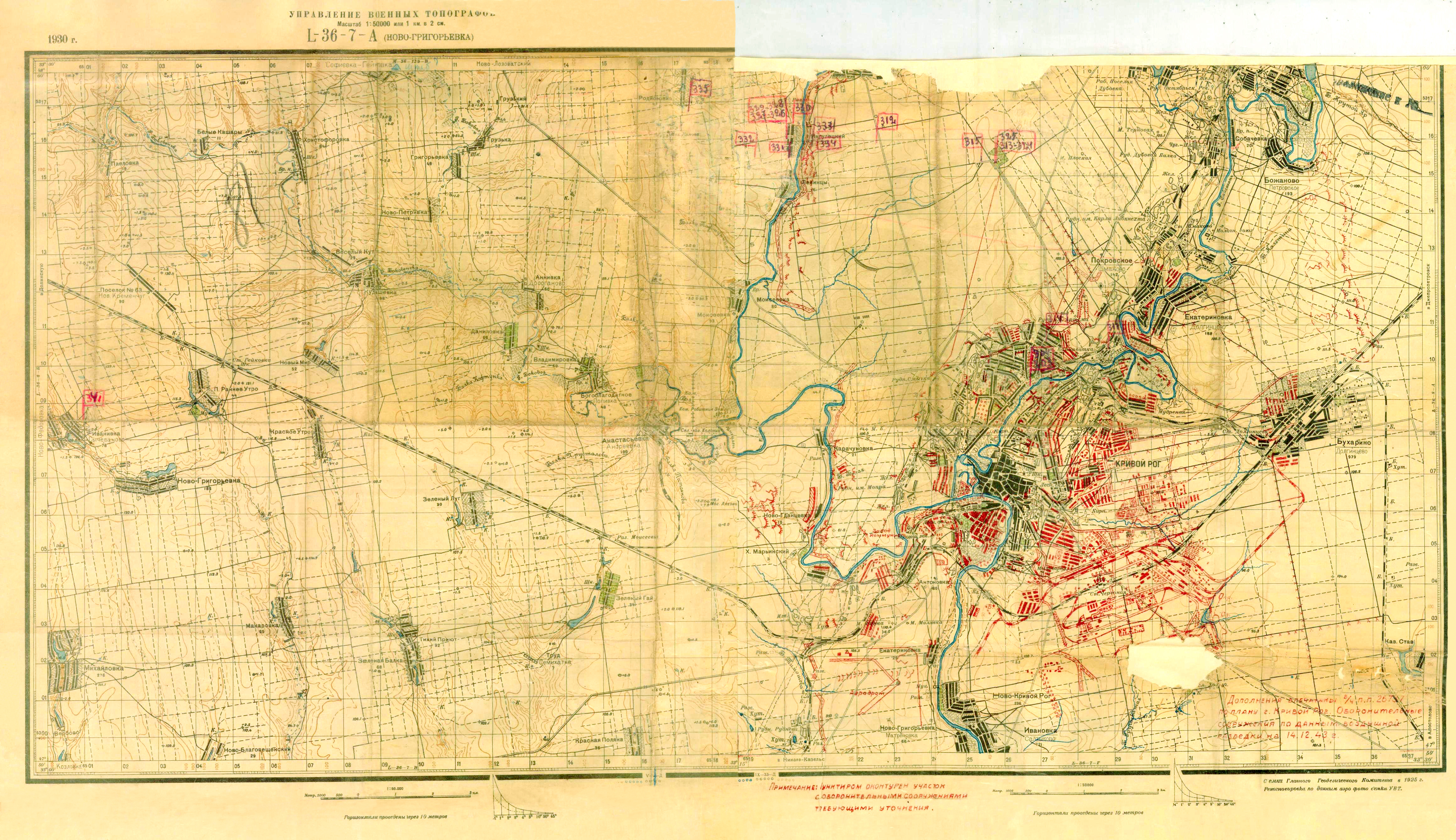
Рудник имени К. Либкнехта на карте 1930 года (съёмка ГГК 1925 года) и оборонительные сооружения по данным воздушной разведки на 14 декабря 1943 года. Кривой Рог и окрестности

Рудоуправление имени К. Либкнехта — предприятие горнодобывающей отрасли по добыче и переработке железных руд на базе Криворожского железорудного бассейна в городе Кривой Рог. 

## История
Рудник основан в 1886 году Южно-Русским Днепровским металлургическим обществом на землях помещика Шмакова.
В 1927 году присвоено имя Карла Либкнехта.
В 1950-х годах для работников рудника заложен жилой массив Юность.
В 1973 году рудоуправление имени Карла Либкнехта вошло в состав промышленного объединения «Кривбассруда».
В мае 1980 года открыт памятник рабочим и служащим рудоуправления имени Карла Либкнехта, погибшим в годы Великой Отечественной войны.
В 1986 году годовая добыча сырой руды составляла 2,6 млн тонн.

## Характеристика
Основными структурными элементами района месторождения являются Саксаганские синклиналь и антиклиналь, входящие в Криворожско-Кременчугскую фациальную зону Криворожского железорудного бассейна.
Около 70 % руд мартитовые, остальные — гётито-гематитовые. Главные рудные минералы: мартит, гематит, гётит. Балансовые запасы богатых руд на 1984 год составляли 150,1 млн тонн с содержанием железа 58 %; магнетитовых кварцитов — 632,5 млн тонн с содержанием железа 32,8 %. Из добытого сырья производятся агломерационная и доменная руды.
Месторождение вскрыто вертикальными рудоподъёмными, вентиляционными, вспомогательными и дренажными стволами. Глубина очистных работ около 1200 метров, по подготовке новых горизонтов — более 1300 метров. Система разработки — подэтажное обрушение с отбойкой горизонтальных и вертикальных слоёв руды глубокими скважинами. Потери руды 14,3 %, разубоживание — 9,2 %. Гидрогеологические условия разработки месторождения сложные, водоприток — 500 м³/ч. Доставка руды из забоев скреперная, откатка до стволов электровозная. Из горнотранспортного оборудования используются буровые установки, погрузочные машины, механизированные комплексы для проходки восстающих. Выданная на поверхность руда дробится и сортируется по классам на дробильно-сортировочной фабрике.
Высвобождаемые земли рекультивировались.

### Структура
В состав рудоуправления входили шахта «Родина», дробильно-сортировочная фабрика, электромеханический, ремонтно-строительный и другие цеха.